# Campeonato de Wimbledon 1950
La edición 64.º del Campeonato de Wimbledon se celebró  entre el 26 de junio y el 7 de julio de 1950 en las pistas del All England Lawn Tennis and Croquet Club de Wimbledon, Londres, Inglaterra.
El cuadro individual masculino lo iniciaron 128 jugadores mientras que el femenino  lo iniciaron 96 tenistas.

## Hechos destacados
En la competición individual masculina se impuso el americano Budge Patty logrando el único título que obtendría en el torneo al imponerse en la final al australiano Frank Sedgman.
En la competición individual femenina la victoria fue para la estadounidense Louise Brough logrando el segundo título que obtendría en Wimbledon al imponerse a  la estadounidense Margaret Osborne duPont.

## Palmarés
| Seniors              | Vencedor                              | Resultado               | Finalista                | Finalista |
| -------------------- | ------------------------------------- | ----------------------- | ------------------------ | --------- |
| Individual masculino | Budge Patty                           | 6–1, 8–10, 6–2, 6–3     | Frank Sedgman            |           |
| Individual femenino  | Louise Brough                         | 6–1, 3–6, 6–1           | Margaret Osborne duPont  |           |
| Dobles masculino     | John Bromwich Adrian Quist            | 7–5, 3–6, 6–3, 3–6, 6–2 | Geoff Brown Bill Sidwell |           |
| Dobles femenino      | Louise Brough Margaret Osborne duPont | 6–4, 5–7, 6–1           | Shirley Fry Doris Hart   |           |
| Dobles mixto         | Louise Brough Eric Sturgess           | 11–9, 1–6, 6–4          | Pat Canning Geoff Brown  |           |

## Cuadros Finales

### Torneo individual  femenino
| Predecesor: 1949                         | Campeonato de Wimbledon 1950 | Sucesor: 1951                                       |
| Predecesor: Torneo de Roland Garros 1950 | Grand Slam 1950              | Sucesor: Campeonato nacional de Estados Unidos 1950 |

- Datos: Q613346